# قائمة البنوك في السعودية
في المملكة العربية السعودية، هناك ما مجموعه 30 بنكا مرخصة حاليًا من قبل البنك المركزي السعودي (SAMA): 13 مصرفًا محليًا و 17 فرعًا من البنوك الأجنبية.

## التطور الزمني للبنوك السعودية الاستثمارية
| الأسم الأصلي                                                                     | تحول إلي                                                                         | ثم إلى                                                                           | ثم إلى                                                                           | ثم إلى                                                                           | حاليا                            | مراجع       |
| -------------------------------------------------------------------------------- | -------------------------------------------------------------------------------- | -------------------------------------------------------------------------------- | -------------------------------------------------------------------------------- | -------------------------------------------------------------------------------- | -------------------------------- | ----------- |
| شركة صرافة مملوكة من قبل الكعكي وبن محفوظ                                        | البنك الاهلي للاستثمار                                                           | البنك الاهلي للاستثمار                                                           | البنك الاهلي للاستثمار                                                           | البنك الأهلي التجاري                                                             | البنك الوطني للاستثمار           | [ 3 ]       |
| بنك لبنان والمهجر 1375هـ 1955م                                                   | البنك التجاري المتحد                                                             | اندمجا عام 1997 باسم: البنك السعودي المتحد                                       | البنك السعودي الأمريكي اندماج يوليو 1999                                         | مجموعة سامبا الوطنية                                                             | البنك الوطني للاستثمار           | [ 3 ]       |
| البنك الوطني الإيراني                                                            | البنك التجاري المتحد                                                             | اندمجا عام 1997 باسم: البنك السعودي المتحد                                       | البنك السعودي الأمريكي اندماج يوليو 1999                                         | مجموعة سامبا الوطنية                                                             | البنك الوطني للاستثمار           | [ 3 ]       |
| البنك المتحد                                                                     | البنك التجاري المتحد                                                             | اندمجا عام 1997 باسم: البنك السعودي المتحد                                       | البنك السعودي الأمريكي اندماج يوليو 1999                                         | مجموعة سامبا الوطنية                                                             | البنك الوطني للاستثمار           | [ 3 ]       |
| بنك القاهرة 1374هـ 1954م                                                         | البنك المصري السعودي المتحد                                                      | اندمجا عام 1997 باسم: البنك السعودي المتحد                                       | البنك السعودي الأمريكي اندماج يوليو 1999                                         | مجموعة سامبا الوطنية                                                             | البنك الوطني للاستثمار           | [ 3 ]       |
| بنك فيرست ناشونال سيتي 1375هـ 1955م                                              | سيتي بانك                                                                        | بنك امريكا التجاري السعودي                                                       | البنك السعودي الأمريكي اندماج يوليو 1999                                         | مجموعة سامبا الوطنية                                                             | البنك الوطني للاستثمار           | [ 3 ]       |
| البنك الاهلي الباكستاني                                                          | بنك الجزيرة 12 جمادى الثانية 1395 هـ (21 يونيو 1975م)                            | بنك الجزيرة 12 جمادى الثانية 1395 هـ (21 يونيو 1975م)                            | بنك الجزيرة 12 جمادى الثانية 1395 هـ (21 يونيو 1975م)                            | بنك الجزيرة 12 جمادى الثانية 1395 هـ (21 يونيو 1975م)                            | بنك الجزيرة                      | [ 3 ] [ 4 ] |
| الشركة التجارية الهولندية 1345هـ / 1926م                                         | بنك هولندا العام                                                                 | بنك هولندا السعودي                                                               | بنك هولندا السعودي                                                               | البنك الأول (من 27 نوفمبر 2016 حتى 15 يونيو 2019)                                | بنك ساب (منذ 16 يونيو 2019)      | [ 3 ] [ 7 ] |
| جيلاتي وهانكلي وشركاه المحدودة (Gellatly Hankey & Co)                            | البنك البريطاني للشرق الأوسط (1949م)                                             | بنك ساب البريطاني السعودي الاول                                                  | بنك ساب البريطاني السعودي الاول                                                  | بنك ساب                                                                          | بنك ساب (منذ 16 يونيو 2019)      | [ 3 ]       |
| بنك الاندوشين (Banque de l'Indochine) "الهند الصينية"                            | البنك الفرنسي للهند الصينية 1367هـ / 1947م                                       | بنك بي اس اف                                                                     | بنك بي اس اف                                                                     | بنك بي اس اف                                                                     | البنك السعودي الفرنسي            | [ 3 ] [ 3 ] |
| البنك العربي المحدود 1368هـ 1949م                                                | البنك العربي السعودي                                                             | البنك العربي السعودي                                                             | البنك العربي السعودي                                                             | البنك العربي السعودي                                                             | البنك العربي الوطني              | [ 3 ]       |
| الشركة المصرفية السعودية للاستثمار1396هـ / 1976م                                 | بنك الاستثمار السعودي                                                            | بنك الاستثمار السعودي                                                            | بنك الاستثمار السعودي                                                            | بنك الاستثمار السعودي                                                            | البنك السعودي للاستثمار          | [ 3 ]       |
| مصرف العقار التجاري الدولي (شركة الرياض المصرفية للاستثمار والمال وادارة الاصول) | مصرف العقار التجاري الدولي (شركة الرياض المصرفية للاستثمار والمال وادارة الاصول) | مصرف العقار التجاري الدولي (شركة الرياض المصرفية للاستثمار والمال وادارة الاصول) | مصرف العقار التجاري الدولي (شركة الرياض المصرفية للاستثمار والمال وادارة الاصول) | مصرف العقار التجاري الدولي (شركة الرياض المصرفية للاستثمار والمال وادارة الاصول) | بنك الرياض                       | [ 3 ]       |
| مصرف الانماء للاستثمار                                                           | مصرف الانماء للاستثمار                                                           | مصرف الانماء للاستثمار                                                           | مصرف الانماء للاستثمار                                                           | مصرف الانماء للاستثمار                                                           | مصرف الإنماء                     | [ 3 ]       |
| شركة الراجحي المصرفية للمال                                                      | شركة الراجحي للصرافة وتحويل الاموال والتكافل                                     | البنك الاسلامي السعودي                                                           | البنك الاسلامي السعودي                                                           | البنك الاسلامي السعودي                                                           | مصرف الراجحي                     | [ 3 ]       |
| دمج نشاط 8 شركات صرافة في شركة مصرفية واحدة                                      | شركة سامتا للصيرفة                                                               | شركة سامتا للصيرفة                                                               | شركة سامتا للصيرفة                                                               | شركة سامتا للصيرفة                                                               | بنك البلاد                       | [ 3 ]       |
| دمج نشاط 8 شركات صرافة في شركة مصرفية واحدة                                      | بنك البلاد للاستثمار الوطني                                                      |                                                                                  |                                                                                  |                                                                                  | بنك البلاد                       | [ 3 ]       |
| دمج نشاط 8 شركات صرافة في شركة مصرفية واحدة                                      | شركة تحويل البلاد (انجاز للخدمات العامة والبنكية)                                |                                                                                  |                                                                                  |                                                                                  | بنك البلاد                       | [ 3 ]       |
| دمج نشاط 8 شركات صرافة في شركة مصرفية واحدة                                      | شركة البلاد للتكافل تامين تعاوني                                                 |                                                                                  |                                                                                  |                                                                                  | بنك البلاد                       | [ 3 ]       |
| دمج نشاط 8 شركات صرافة في شركة مصرفية واحدة                                      | صندوق البلاد ريت العقارية                                                        |                                                                                  |                                                                                  |                                                                                  | بنك البلاد                       | [ 3 ]       |
| دمج نشاط 8 شركات صرافة في شركة مصرفية واحدة                                      | شركة مركز انجاز لتحويل الاموال                                                   |                                                                                  |                                                                                  |                                                                                  | بنك البلاد                       | [ 3 ]       |
| دمج نشاط 8 شركات صرافة في شركة مصرفية واحدة                                      | مؤسسة نسات للتجارة العامة                                                        |                                                                                  |                                                                                  |                                                                                  | بنك البلاد                       | [ 3 ]       |
| دمج نشاط 8 شركات صرافة في شركة مصرفية واحدة                                      | شركة تاجو للصيرفة                                                                |                                                                                  |                                                                                  |                                                                                  | بنك البلاد                       | [ 3 ]       |
| بنك الخليج الدولي                                                                | بنك الخليج الدولي                                                                | بنك الخليج الدولي                                                                | بنك الخليج الدولي                                                                | بنك الخليج الدولي                                                                | بنك الخليج الدولي / ميم (GIB-SA) | [ 3 ]       |

## البنوك التجارية الوطنية المرخصة في السوق السعودية
يوجد 11 بنكاً محليًا مرخصًا في المملكة العربية السعودية:
- مصرف الراجحي أكبر بنك إسلامي في العالم بأصول تقدر بـ216 مليار دولار، وثاني أفضل بنك إسلامي في العالم لسنة 2024.[8]
- البنك الأهلي السعودي (إس أن بي) وسابقا (إن سي بي)
- البنك السعودي الأول (إس أيه بي بي)
- البنك السعودي للاستثمار (إس إيه أي بي)
- مصرف الإنماء بنك إسلامي.
- البنك السعودي الفرنسي (بي إس إف)
- بنك الرياض
- البنك العربي الوطني (إيه إن بي)
- بنك البلاد بنك إسلامي.
- بنك الجزيرة بنك إسلامي.[9]
- بنك الخليج الدولي / ميم (GIB-SA)

| سنة التأسيس | البنك                   | الشعار                 | الموقع الرسمي                                                         |
| ----------- | ----------------------- | ---------------------- | --------------------------------------------------------------------- |
| 2004        | بنك البلاد              | مصرفية يرتاح لها البال | بنك البلاد                                                            |
| 1977        | البنك السعودي الفرنسي   | السعودي الفرنسي        | البنك السعودي الفرنسي نسخة محفوظة 18 مارس 2017 على موقع واي باك مشين. |
| 1953        | البنك الأهلي            | كلنا اول               | البنك الأهلي                                                          |
| 1958        | بنك الرياض              | بنكي..بنك الرياض       | بنك الرياض نسخة محفوظة 12 نوفمبر 2021 على موقع واي باك مشين.          |
| 1991        | البنك العربي            | العربي                 | البنك العربي                                                          |
| 1978        | بنك ساب                 | ساب                    | بنك ساب                                                               |
| 1926        | البنك الأول             | الأول                  | البنك الأول                                                           |
| 1977        | البنك السعودي للاستثمار | السعودية للاستثمار     | البنك السعودي للاستثمار                                               |
| 1957        | مصرف الراجحي            | الراجحي                | مصرف الراجحي                                                          |
| 1975        | بنك الجزيرة             | مصرفية حديثة           | بنك الجزيرة                                                           |
| 2008        | مصرف الإنماء            | نبتكر لنتقدم           | مصرف الإنماء نسخة محفوظة 3 أكتوبر 2012 على موقع واي باك مشين.         |

## البنوك الأجنبية المرخصة في السوق السعودي
يوجد 17 بنكًا أجنبيًا مرخصًا في المملكة العربية السعودية:
- بنك الإمارات دبي الوطني
- بنك البحرين الوطني (NBB)
- بنك الكويت الوطني (NBK)
- بنك مسقط
- دويتشه بنك
- بي إن بي باريبا
- جي بي مورغان تشيس N.A
- البنك الوطني الباكستاني (NBP)
- بنك الدولة الهندي (SBI) تم إيقاف عمل البنك بناءً على طلب البنك
- T.C.ZIRAAT BANKASI A.S.
- البنك الصناعي والتجاري الصيني
- بنك قطر الوطني (QNB)
- بنك إم يو أف جي
- بنك أبوظبي الأول (FAB)
- المصرف العراقي للتجارة (مرخص - لم يبدأ بعد اعتبارًا من 16 أكتوبر 2019)
- ستاندرد تشارترد (مرخص - لم يبدأ بعد اعتبارًا من 16 أكتوبر 2019)
- كريدت سويس العربية السعودية (مرخص - لم يبدأ بعد اعتبارًا من 16 أكتوبر 2019)
- بنك مصر :في 6 إبريل 2021م، صدرت موافقة مجلس الوزراء السعودي على الترخيص لبنك مصر بفتح فرع له في المملكة.[10]
- بنك صحار الدولي
- البنك اليمني السعودي

## أكبر البنوك السعودية
أكبر 10 بنوك في المملكة العربية السعودية(بناءً على إجمالي أصول البنوك المدرجة في نهاية عام 2018).
| ترتيب | البنك                   | رأس المال بالمليون ريال / (مليون دولار) | الأصول في عام 2018 (بآلاف الدولارات) | الأصول في عام 2017 (بآلاف الدولارات) | نسبة النمو (2017-2018) | صافي ربح (000 دولار) | العائد على الأصول (ROA) في 2018 |
| ----- | ----------------------- | --------------------------------------- | ------------------------------------ | ------------------------------------ | ---------------------- | -------------------- | ------------------------------- |
| 1     | البنك الأهلي            | 44,780 / (11,941)                       | 120,858,852                          | 18,603,214                           | 1.90                   | 2,844,108            | 2.35%                           |
| 2     | مصرف الراجحي            | 25,000 / (6,667)                        | 97,298,030                           | 91,491,641                           | 6.35                   | 2,745,339            | 2.82%                           |
| 3     | مجموعة سامبا المالية    | 20,000 / (5,333)                        | 61,293,997                           | 60,674,932                           | 1.02                   | 1,471,776            | 2.40%                           |
| 4     | بنك الرياض              | 30,000 / (8,000)                        | 61,283,674                           | 57,671,401                           | 6.26                   | 1,257,397            | 2.05%                           |
| 5     | البنك السعودي الفرنسي   | 12,053 / (3,214)                        | 50,701,260                           | 51,444,272                           | -1.44                  | 881,723              | 1.74%                           |
| 6     | البنك العربي            | 15,000 / (4,000)                        | 47,526,392                           | 45,784,067                           | 3.81                   | 882,552              | 1.86%                           |
| 7     | بنك ساب                 | 20,547.95 / (5,479)                     | 46,533,057                           | 50,027,423                           | -6.98                  | 1,315,260            | 2.83%                           |
| 8     | مصرف الإنماء            | 20,000 / (5,333)                        | 32,343,479                           | 30,598,407                           | 5.70                   | 671,195              | 2.08%                           |
| 9     | البنك السعودي للاستثمار | 7,500 / (2,000)                         | 25,609,081                           | 25,010,658                           | 2.39                   | 388,922              | 1.52%                           |
| 10    | البنك الأول             | 11,431 / (3,048)                        | 21,866,024                           | 26,630,179                           | -17.89                 | 301,399              | 1.38%                           |
| 11    | بنك البلاد              | 7,500 / (2,000)                         |                                      |                                      |                        |                      |                                 |
| 12    | بنك الجزيرة             | 8,200 / (2,187)                         |                                      |                                      |                        |                      |                                 |
| 13    | بنك الخليج الدولي / ميم | 7,500 / (2,000)                         |                                      |                                      |                        |                      |                                 |